# Emma Abbott

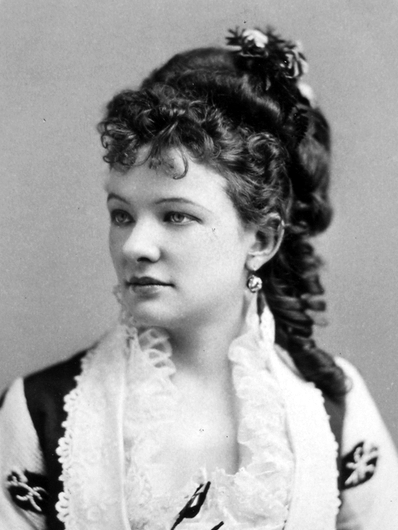
Emma Abbot cirka 1870.

Emma Abbott, född 9 december 1850 i Chicago, död 5 januari 1891 i Salt Lake City, var en amerikansk operasångerska (sopran). 
Hon studerade sång för Antonio Sangiovanni i Milano, och för Mathilde Marchesi, François Wartel och Enrico Delle Sadie i Paris. Hennes professionella operadebut skedde i London 1876 som Maria i Gaetano Donizettis opera Regementets dotter. Året därefter sjöng hon samma roll i New York, varefter hon reste runt i Förenta Staterna med sin egen operagrupp Emma Abbott English Opera Company.